# Krasnyy Sulin
Huyện Krasnyy Sulin (tiếng Nga: ? райо́н) là một huyện hành chính tự quản (raion), của Tỉnh Rostov, Nga. Huyện có diện tích 98 km², dân số thời điểm ngày 1 tháng 1 năm 2000 là 43800 người. Trung tâm của huyện đóng ở Krasnyy Sulin.